# Maple Town
Maple Town (メイプルタウン物語, Meipuru Taun Monogatari) is een door Toei Company geproduceerde, Japanse animeserie over het gelijknamige utopische bergdorp waarin konijn Patty, beer Bobby en hun families hun avonturen beleven.

## De serie
De serie, die in Japan van 1986 tot 1987 liep, was te zien op de Nederlandse televisie van 1989 tot 1991 op RTL Véronique en RTL 4. Op Kindernet was de serie te zien tussen 1993 en 1996. De anime, hoewel een Japans product, etaleerde continu de traditionele westerse moraal, waarop werd ingesprongen door de Amerikaanse bewerkers van de serie. De Amerikaanse bewerkers riepen speciaal voor de versie uitgezonden in de Verenigde Staten Mrs. Maple in het leven, om aan het begin van elke aflevering een verhaal te laten vertellen waarin de moraal voorkwam van die specifieke aflevering. In Nederland werd enkel de Nederlandse nagesynchroniseerde versie, gebaseerd op de originele Japanse serie, uitgezonden. In totaal zijn er 52 afleveringen van gemaakt die elk ongeveer 24 minuten duurden.

### Verhaal
Maple Town gaat over het verhaal van Patty, een klein konijnenmeisje, dat nog maar kort in Maple Town woont met haar familie. Waar ze al snel bevriend raakt met de beer Bobby, een jongen van haar leeftijd. De meeste afleveringen gaan over een persoonlijk dan wel een sociaal probleem in het leven van Patty of in haar directe omgeving. Vaak dient de sluwe, maar altijd onsuccesvolle dief, Joop de Wolf, voor het brengen van komische afwisseling in de aflevering. In de pilot, wanneer Patty met haar familie in de trein naar Maple Town reist wordt deze overvallen door Joop de Wolf en steelt een volle postzak. Patty laat het hier niet bij zitten en gaat samen met Bobby achter Joop de Wolf aan om de postzak terug te halen.

## Nederlandstalige bewerking
De Nederlandse bewerking is gemaakt in opdracht van RTV Luxembourg en de BRT. De Nederlandse vertaling en bewerking is verzorgd door Maarten Meeuwes en Wiebe van der Wal. De dialoogregie werd verzorgd door Paul van Gorcum. De volgende stemacteurs hebben bij aanvang van de serie in 1989 meegewerkt aan de Nederlandse nasynchronisatie van de serie.
| Personage          | Stemacteur           |
| ------------------ | -------------------- |
| Patty              | Edna Kalb            |
| Bobby              | Ruud Drupsteen       |
| Joop de Wolf       | Tom Hartmann         |
| Patty's vader      | Ad Hoeymans          |
| Patty's moeder     | Marianne Vloetgraven |
| Agent Otto         | Stan Limburg         |
| Burgemeester Leeuw | Arthur Boni          |

Overige stemacteurs hebben diverse stemmen verzorgd in de serie:
- Paul van Gorcum
- Lucie de Lange
- Liesbeth van Muijden
- Fred Meijer
- Bea Meulman
- Antoon Scholten
- Wim Serlie

## Palm Town
Na het succes van Maple Town is een tweede serie gemaakt, genaamd: Palm Town. In deze serie gaat Patty bij haar oom en tante in Palm Town wonen die een kliniek runnen voor pika's. Met uitzondering van Patty is de gehele cast van de eerste serie absent, op een aantal cameo's na.

## Beginmelodie
De beginmelodie werd ingezongen door Lucie de Lange en Stan Limburg.

Kom met me mee dan gaan we eropuit

Met al m'n vriendjes, ik ga nu vast vooruit

Schiet op, kom vlug, je hoeft niet bang te zijn

Ook de zon doet mee hier in Maple Town

Ben je nou groot of ben je heel erg klein

We springen, dollen allemaal net zo fijn

De hele dag, want stoppen is er niet bij

Doe mee met ons ver weg in Maple Town

Zon of regen, warm of koud we voelen er niks van

En de hele stad, jong en oud zwaait zo hard als hij kan

Bloemen, vlinders, vogels, bomen, wat wil je nog meer

Hier in Maple Town beleef je het elke keer...

Maple Town

Maple Town

Kom mee!